# Baigorri (Oteiza)
Baigorri, antigua villa de Navarra, ahora es un despoblado que pertenece al municipio de Oteiza de la Solana (Navarra, España), dentro del partido judicial de Estella, en la parte oriental del mismo, en la margen izquierda del río Ega. Actualmente no quedan más que ruinas de algunas antiguas viviendas, de la iglesia así como del palacio. Formó parte del Condado de Lerín,

## Geografía
Situado al sur del histórico valle de la Solana, este despoblado limita por el norte con Oteiza de la Solana, localidad de la que dista 5 kilómetros, y con Aberin, por el sur con Lerín, al oeste con Allo y Dicastillo, de los que está separado por el río Ega, y al este con Larraga. Según referenciaba Julio Altadill en 1918, «el monte de Baigorri, riquísimo en caza, alcanza la notable extensión».

### Demografía
En el siglo XIV se redujo su población. En 1330 contaba con 53 fuegos de los que 22 eran oficialmente pobres, pasaron a 40 fuegos en 1350 y en 1366 únicamente constaban 8, todos de labradores. Ya en el siglo XV, en 1427, se registran 18 fuegos, de los cuales dos son de hidalgos, pero en 1468 ya era mencionado por la princesa de Viana, Leonor, como un «lugar despoblado». Pasó a pertenecer al conde de Lerín y condestable de Navarra tras la conquista de Navarra y en 1565, mediante capitulaciones matrimoniales de la condesa de Lerín y el duque de Alba, pasó a la casa de Alba.  Más adelante volvió a poblarse (en 1786 contaba con 22 habitantes y en 1857, con 81), y se volvió a despoblar definitivamente antes de 1960. 

### Toponimia
En vasco el topónimo significa ‘río rojo’, de (i)bai ‘río’ y gorri ‘rojo’, y hace referencia a las aguas del río Ega que bordean el despoblado por el oeste. 

## Historia
Se documenta por primera vez en 1057, con una referencia a la tenencia de su castillo ocupada por Lope Garcés, y en 1179 era García Bermúdez quien regía en el mismo. Entonces estaba rodeado de un gran bosque. 
Según informa Altadill, en 1234 era villa a la que se le confirmaron los fueros y el rey Teobaldo I «se comprometió a no enajenar la villa, inscrita en el patrimonio de la Corona». En 1320 será el rey Felipe II el Largo quien transfiera el patronato de la iglesia a la diócesis de Pamplona.
Durante la Guerra de la Independencia Española tuvo lugar aquí la batalla de Baigorri, entre las tropas francesas y guerrilleros de Mina. Tras la batalla los franceses destruyeron parte de la iglesia para que no se volviera a usar como fortaleza.
En 1972 la Casa de Alba lo vendió a una sociedad de agricultores de Lerín y Oteiza.
En los años 80 del siglo XX se realizaron tres campañas de excavación arqueológica bajo la dirección de Carmen Jusué.

## Arte
- Iglesia de la Purísima Concepción (comienzos del siglo XIII), en ruinas.
- Palacio de los Duques de Alba (siglo XVI), en ruinas.